# SC Lourinhanense
El Sporting Clube Lourinhanense, o simplemente Lourinhanense, es un equipo de fútbol de Portugal que juega en el Campeonato de Portugal, la tercera división de fútbol del país.

## Historia
Fue fundado en el año 1926 en la ciudad de Lourinhã, en Lisboa y es más conocido por ser productor de jugadores para equipos grandes de Portugal como el Sporting de Portugal y ha firmado pactos de colaboración con otros equipos como el FC Alverca. Nunca ha jugado en la Primera División de Portugal.

## Palmarés
- División de Honor de Lisboa: 1

2007/08

## Jugadores

### Jugadores destacados
| - Márcio Abreu - Marco Águas - Bruno Antunes - Alverca - Paulo Bernardino - Luís Boa Morte - Chapa - Carlos Fernandes - Rodolfo Filipe - Pedro Fonseca - Edgar García - Manú | - Marinho - Fábio Martins - Fábio Moldes - Bruno Patacas - Paulinho - Marco Ramos - Rémi - Roçadas - Nélson Rocha - Tiago - Fábio Tourita - João Vieira |